# Œil nu
Pour les articles homonymes, voir Œil nu (homonymie).
 (juillet 2016).
Si vous disposez d'ouvrages ou d'articles de référence ou si vous connaissez des sites web de qualité traitant du thème abordé ici, merci de compléter l'article en donnant les références utiles à sa vérifiabilité et en les liant à la section « Notes et références ».
L'œil nu est une expression qui désigne la perception visuelle humaine sans aide technique, comme une loupe, un télescope, un microscope. Le terme est souvent utilisé en astronomie pour désigner des événements qui peuvent être observés par le grand public.

## Définition
L'œil nu est une expression (locution adverbiale) qui désigne la perception visuelle humaine sans aide technique, comme une loupe, un télescope, un microscope.

## Astronomie
De façon générale, il est possible d'observer à l'œil nu des objets astronomiques dont la magnitude apparente atteint +6. La résolution angulaire de l'œil est d'environ 1', mais cette valeur diffère suivant les individus.
Parmi les objets du système solaire, il est possible d'apercevoir à l'œil nu le Soleil, la Lune, Vénus, Jupiter, Mars, Saturne et Mercure. Il semble également que certains astronomes ont observé les plus gros satellites de Jupiter avant l'invention du télescope, ceux-ci pouvant être perçus à l'œil nu dans des conditions d'observation particulières. Uranus et Vesta atteignent parfois une magnitude apparente suffisante pour être observables à l'œil nu, mais n'ont pas été reconnus avant leur découverte au télescope car ils sont trop peu lumineux, même au maximum de leur luminosité, pour que leur déplacement soit détecté.
En théorie, un observateur pourrait percevoir environ 2 500 étoiles jusqu'à la magnitude +6. En pratique, l'extinction atmosphérique réduit leur nombre entre 1 500 à 2 000 (et encore moins dans les zones urbaines). Il est possible de percevoir la couleur des étoiles les plus brillantes ; pour les autres, l'œil utilise les bâtonnets plutôt que les cônes, ce qui ne permet pas de distinguer leur couleur.
Quelques amas stellaires peuvent être détectés, comme les Pléiades, le double amas de Persée ou l'amas d'Hercule. Parmi les nébuleuses visibles à l'œil nu, on peut citer la nébuleuse Trifide ou la nébuleuse d'Orion. Il est également possible de percevoir plusieurs galaxies : la Voie lactée (à l'intérieur de laquelle la Terre est située), les deux nuages de Magellan, la galaxie d'Andromède et la galaxie du Triangle. En outre, M81 peut être vue sans instrument dans des conditions d'observation exceptionnelles, ce qui en fait l'objet le plus lointain qu'il soit possible de voir à l'œil nu.
En plus de ces objets, il est possible d'observer des météores et des comètes occasionnelles, ainsi qu'une centaine de satellites artificiels.
Historiquement, l'astronomie à l'œil nu atteint son apogée dans les travaux de Tycho Brahe (1546-1601), qui construisit un important observatoire destiné à la mesure précise du ciel sans aucun instrument télescopique. En 1610, Galilée est la première personne connue à avoir utilisé une lunette astronomique pour l'observation céleste et à avoir publié ses découvertes.

## Petits objets et cartes
À la distance de 20 à 25 cm, il est possible de distinguer des objets mesurant 0,05 mm. La précision d'une mesure de longueur dépend de l'expérience et varie de 0,1 à 0,3 mm. Cette dernière valeur est généralement utilisée comme précision minimale pour la position des petits détails sur les cartes ou les plans.